# ایل‌های کرد ایران
واژهٔ کرد به صورت کورد در متون پارسی میانه دیده می‌شود و شکل امروزی فارسی آن کرد است.
گفته شده که شکل فارسی میانه آن «کورت بوده که به زبان زبان عربی به صورت کرد رسیده‌است. به باور امان‌الله قرشی واژه کردو که پیشتر نام مکان بود در دوران مادها به ساکنان محل گفته شد و ساکنان سرزمین کردوئن را کردو یا کاردو نامیدند. گزنفون در بازگشت ده هزار نفر این مردم را کاردوخ خوانده‌است. به باور وی در دوران اشکانی علاوه بر کردوئن (جنوب شرقی ارمنستان قدیم و همسایه جنوبی آذربایجان) که از قدیم کردنشین بوده‌است، منطقه موسوم به ادیابن (هدیپ) در قلب آشور باستان به مرکزیت اربیل در کنار رود زاب نیز کردنشین بوده‌است.
در تاریخ ابن خلدون نام کرد به معنای قومی جدا از عرب و عجم آمده‌است.
بخش بسیار کوچکی از این طوایف هنوز نیمه کوچگرد هستند. فهرستی از ایل‌ها و طوایف ساکن و غیر کوچ گر کرمانج، کلهر، چَرداوُلی و… کردها را تشکیل می‌دهند. کردها در سراسر ایران پراکنده‌اند.
در مورد گسترهٔ مناطق کردنشین تعریف‌های بسیار متفاوت و متعددی وجود دارد و موضوع این گستره بسیار قابل مناقشه است. زادگاه اصلی کردها در واقع ترکیه و ایران است.
جمعیت کردها درایران بین ۶ تا ۷ میلیون است و در ایران پراکنده هستند
در برخی بخش‌ها اکثریت جمعیت و در برخی دیگر فقط بخشی از مردم ساکن این بخش‌ها کرد هستند و دیگر اقوام نیز در آن بخش‌ها ساکن هستند.
کردها با وجود اینکه سرزمین اصلی‌شان در بخش‌هایی از غرب و شمال‌غرب ایران می‌باشد، بر اثر مهاجرت‌های بین‌استانی (داخلی) و تبعید و کوچ‌های اجباری، امروزه در تمامی استانهای ایران حضور دارند. بسیاری از کردهای خارج از منطقهٔ فرهنگی زبانی کردستان، هنوز به زبان کردی گفت و گو می‌کنند، گاه بر اثر فرایند اجتماعی‌فرهنگی همانندشوندگی، آنها امروزه زبان کردی را بر طاق نسیان نهاده و زبان و فرهنگ مردم شهرهای میزبان را پذیرفته‌اند، و گاه با تلفیقی از حفظ زبان و فرهنگ کردی و پذیرش عناصری با درجات مختلف از زبان و فرهنگ چیره در شهر و ناحیه مورد سکونت، به حیات اتنیکی خود ادامه می‌دهند. خارج از ایران، غیر از منطقه‌ی کرد‌نشین، کردها در مرکز، جنوب، غرب، شمال‌غرب، شمال، و شمال شرق ترکیه، مرکز، شرق و جنوب عراق، و شمال و شمال غرب سوریه نیز سکونت دارند. علاوه بر این، کردها به طور سنتی در کشورهای سه‌گانه قفقاز و نواحی خودموختار روسیه در این منطقه، کشورهای پنجگانه آسیای میانه و تمامی‌ کشورهای خاورمیانه و کشورهای عرب شمال آفریقا سکونت دارند.
کُردهای ایران همه از یک ریشه و نژادند و از آریاییان اصل هستند. از حیث نژادی کُردها را می‌توان خالص تر از سایر گروه‌های زبانی دانست و پاره‌ای از خصوصیات قدیم جسمانی ایرانیان را در آنها می‌توان یافت. زبان آنها از بازمانده زبانهای اصیل کهن ایرانی است و در بخشهای مختلف فرق می‌کند. اما دو لهجه کُردی اردلانی که در سنندج و اطراف رایج است و لهجه کُردی مکریانی که در مه‌آباد و اطراف رایج است دو لهجه اصلی زبان کُردی گویش کُردی مرکزی محسوب می‌شوند.
کُردان مردمی هستند زیبا با قد متوسط و شانه عریض و سینه سنگین برآمده دارای اندامی متناسب و کله‌ای متوسط، موهایشان سیاه کمی مجعد، پیشانی بلند، بینی عقابی، چشم‌های درشت به رنگ سیاه تند، با ابروهای پرپشت و گونه‌های برجسته و گلگون، این مردم بشره‌ای غالباً گندمگون و ریشی سیاه و کم پشت دارند
پوشاک مردم کُرد را نیم تنه پنبه‌ای با شلواری بسیار گشاد و پیراهنی با آستین فراخ و بلند تشکیل می‌دهد. روی کت آنها ملیله دوزی شده مندیلی به سر می‌نهند. زنان کُرد با دامنی کوتاه و نیم تنه ملیله دوزی شده و شب کلاه ظریف از خوش پوشترین زنان اقوام ایران به‌شمار می‌آیند.
کُردهای سنی‌مذهب ابتدا خود را ایرانی می‌دانند و علاقه و وابستگی فراوانی به فرهنگ و تمدن ایرانی دارند و این واقعیت وجود دارد که حتی پارتیزانی‌ترین احزاب کُرد از تجزیه کشور حمایت نکرده‌اند. اسناد تاریخی ثابت می‌کند که وفاداری کُرد نسبت به ایران و موطن اصلی خویش بیش از سایر اتنیک‌های ایرانی‌نژاد بوده است.
اصولاً مردم کُردستان ایران و کلاً کُردها در ایران اقلیت محسوب نمی‌‌شوند، بلکه جزو ایرانی‌‌های اصیل و از اکثریت مردم ایرانند.

## طوایف کرد در شمال ایران
طایفه‌های کرد در شمال ایران، بیشتر، در میانه کوهستان البرز، و نیز دامنه‌های جنوبی این رشته کوه، سکنی گزیده‌اند:

### جهت شرقی-غربی دامنه‌های شمالی رشته کوه البرز

#### کردهای مازندران
- کُردان ساری: مدانلو، جهان‌بیگلو، ایزان‌لو و گلبادی
- کُردان جویبار: مدانلو
- کُردان بهشهر: کُردرستمی، عبدالملکی
- کُردان زاغمرز: عبدالملکی
- کُردان کلاردشت: خواجه‌وند
- کُردان کجور: خواجه وند در شهر پول ساکنند[۲۰][۲۱] در شهر کجور (حق‌پرست، سیاه سرانی، جعفری، خداوردی، کاظمی، موسوی)، در روستاهای انگیل، لیگوش، نیتل و گنگر (خداکرمی، زریری، اله وردی، امیری، آقاجانپور)، کینج، خوشل، روستای کشکک (تیره علیخانی)
- کُردان کُدیر: طایفه کُرد
- کُردان بابل: بازگیر در محلهٔ بازگیرکلای شهر بابل[۲۲]
- کُردان گلوگاه: عمرانلو و گلبادی
- کُردان رامسر و تنکابن: عمارلو (عمارلویی)

طایفه‌های کُرد جهانبیگلو و مدانلو (مادانلو) در شیرخواست و میانروز و فرح‌آباد همچنین در ساری و جویبار سکونت دارند. مدانلو‌ها در صد سال پیش مهمترین طوایف کُرد در مازندران بودند. زبان مدانلو‌ها کُردی کرمانجی است، به زبان ترکی‌ هم به میزان کمی‌ صحبت می کنند. 
مهمترین جمعیت گلوگاه ایل عمرانلو و گلبادی می‌‌باشند. تعداد کردان عمرانلو در گیلان و رودبار قزوین ۲۰۰۰ خانوار است.
ایل ایزان‌لو در ساری زندگی‌ می کنند که بفرمان آقا محمد خان قاجار از جلگه خوار و ورامین به مازندران کوچانده شدند.

#### کردهای گلستان
- کُردان گرگان: کُردرستمی، کاکاوند
- کُردان فندرسک‌: جهان‌بیگلو
- کُردان کُردکوی: عقیلی، منوچهری، کیا، کیانی، زعفرانلو، کاکاوند، جهانبگلو، عمرانلو، دوانلو، سپانلو، عرب خویشانلو، حسینلو، طایفه‌های کرد زیدی، باباکردی.[۲۶]
- کُردهای اهل تشیع به همراه ترکمنهای اهل تسنن دو گروه عمده تشکیل‌دهنده در جمعیت شهرستان مراوه تپه در این استان هستند.[۲۷]
- قوم کُرد نام خود را به شهرستان کُردکوی در این استان داده‌است.[نیازمند منبع]

بیشترین جمعیت شهر بندر گز و قسمتی از جمعیت شهر گرگان را ایل کُردرستمی تشکیل می دهند. و طایفه زعفران‌لو در حصار‌چه از توابع گنبد کاووس زندگی‌ می کنند.
عده‌ای از کردان جهانبیگلو که تحت ریاست شکرخان، در فرح‌آباد ساری متوطن بودند سپس در گلوبی، فندرسک و کتول اقامت گزیدند، حسینخان سلطان یکی‌ از اقوام شکرخان با عشیره خود به دامغان آمدند و عده‌ای در زمان فتح علی‌ شاه در کرد‌محله‌ی کُردکوی امروز و کرد‌آباد و کتول اسکان یافتند. طایفه‌های کرد‌زیدی و بابا‌کردی در کلاته زندگی‌ می کنند که از بندر گز به آنجا رفته ا‌ند. به زبانهای کردی و ترکی‌ و فارسی صحبت می کنند.

#### کردهای گیلان
شهرستان رودبار و پیرامون (رودبار الموت، شهرستان سیاهکل، شهرستان املش، شهرستان تنکابن و نیز شهر لاهیجان) کانون کردنشین استان گیلان شمرده می‌شود؛ در نتیجه تیره‌های بزرگ کرد زبان به ویژه عمارلو در سرتاسر این نواحی حضور انبوه دارند.
از کنفدراسیون عمارلو تیره‌های زیر در شهرستان رودبار می‌زیند:
- در بخش عمارلو شهرستان رودبار: عمارلو، قبه کرانلو، استاجلو، بیجانلو، بیشانلو، شمخانلو
- طوایف سلخوری یکی از طوایف ایل غیاثوند که در روستاهای دشترز، زکابر و زرده کش از توابع بخش عمارلو ساکن هستند که به زبان کردی لکی صحبت می‌کنند.

گل گل سلخوری، اولادی سلخوری، یارکه سلخوری بخشی از این طوایف هستند.
- در بخش مرکزی شهرستان رودبار (رحمت آباد): برامکله، حاتمی، پیراصلو، عمارلو
- در بخش مرکزی شهرستان رودبار (گلوگاه): بهتویی، ولی یاری، چمشگزک
- در شهرستان املش: عمارلویی
- در شهر لاهیجان و حومه:  طایفه حبیبی در شهر لاهیجان و طایفه حبیبی در روستای آهندان لاهیجان بخش آزارستانکی زندگی می‌کنند. خانوارهایی از طایفه حبیبی در لنگرود ساکن شده‌اند؛ ایشان نام خانوادگی لاهوری لنگرودی را برگزیده‌اند.[۲۶][۳۳]
- در لنگرود طایفه جلالوند به سر می‌برند که ریشه در استان کرمانشاه دارند و پیرو آیین اهل حق هستند.
- تیره‌های بسیاری از ایلات عمارلو و رشوند در شهر رشت ساکن شده ا‌ند. کردمحله (رشت) از محله‌های کرد‌نشین شهر رشت به شمار می‌‌رود.[۳۴]

- تیره رشوند در سیاه‌کل

تیره‌ای از کردان که وضع ایلی ندارند، در سیاه‌کل سکونت دارند که به طایفه رشوند (رشوند‌لو) بستگی دارند و معروفند به طایفه عین‌شیخ یا سیاه‌کلی، زبانشان کردی است، به فارسی هم صحبت میکنند. 
- طایفه‌های کرد در شاندرمن

دهکده‌های بخش معاف، از توابع شاندرمن، کردنشین است. کردانی که زمانی‌ از زنجان یا خلخال بدینجا آمده‌ا‌ند می‌گویند که اینها به مذهب داودی پایبندند که همان اهل حق است، مابقی ساکنین این بخش شیعه‌مذهب ا‌ند جز پاره‌ای که اهل سنت و جماعت‌ا‌ند،  زبان اصلی‌ کردان شاندرمن کردی است و بفارسی هم سخن می‌گویند. 
- طایفه ایلبیگی

این طایفه در دوره قاجاریه در ماسوله بودند و محمد رضا خان، فتح علی‌ خان ریاست این طایفه را به عهده داشتند.
- طایفه‌های کرد در دیلمان

کردان دیلم در ناحیه کوهستانی مشرق سفیدرود دشت دیلمان زندگی‌ می کنند.

#### کردهای زنجان
رشوند و زعفرانلو، ارامانلو، کیوانلو، قراچورلو، ارکوازی، عمارلو، شادلو، برقی پور، (شاملو)، باوه نور، قیطول.
ایل موصلانلو در شهرستان ماهنشان کُردزبان هستند. ایل سیاه‌منصور در شهرهای زنجان، ابهر و سلطانیه زندگی‌ می کنند.
به لحاظ دموگرافی تاریخی، شهر سهرورد از توابع استان زنجان یک شهر کُردنشین و اهل سنت بوده که امروزه زبان کُردی در این شهر جای خود را به زبان ترکی داده‌است.
عده‌ای از کردهایی که توسط شاه عباس از کردستان به به تهران و ورامین انتقال داده شدند، در مسیر خود در اطراف زنجان و تاکستان و قزوین به جا ماندند، کردان انتقال یافته به جلگه خوار و ورامین مدت دو سال در آن حدود اتراق کردند، و نیز کردان شقاقی، در روستاهای شقاقی بالا و شقاقی پایین، بخش سپردان زنجان سکونت دارند.

#### کردهای اردبیل
در شهرستان خلخال زبان کردی کرمانجی در بخش مرکزی در دهستان لنبر و روستاهای اطراف رایج است. هفت ایل کردتبار این شهرستان عبارت اند از: دلیکانلو، کلوکجانلو (شاخه‌ای از شکاک‌ها) احمدلو، شادلو، رشوند و مامانلو.
منطقه‌ی خلخال نیز پذیرای گروهی از کُردها شده است. قومی که در منطقه، به کُرد کرمانج معروف هستند که از حدود ۲۵۰ سال پیش از شمال خراسان به خلخال کوچانده شده اند. حضور کُردها در منطقه خلخال از زمان نادر شاه افشار آغاز شد. بخش بزرگی‌ از کُردهای خلخال به مرکز استان شهر اردبیل  و شهر آستارا در گیلان مهاجرت کرده ا‌ند.

### جهت شرقی-غربی دامنه‌های جنوبی رشته کوه البرز

#### کردهای سمنان
- کردهای گرمسار: شادلو و قراچورلو.

تاریخ استقرار ایشان به سال ۱۰۰۶ هـ. ق که حرکت تاریخی کرد از جنوب قفقاز به آذربایجان و از آنجا به خوار و ورامین و از آنجا به خراسان انتقال یافته‌اند، می‌رسد. برخی از قراچورلوها و شادلوها درخوار و ورامین اسکان یافته‌اند. کردها در روستاهای حسین‌آباد کردها، علی‌آباد، قلعه خرابه و جلیل‌آباد ساکنند. مسعود کیهان در سال ۱۳۱۱ هـ. ش تعداد آن‌ها را ۱۲۰ خانوار نوشته‌است.
شهر آرادان استان سمنان یکی از پایگاه‌های ایل کرد پازوکی می‌باشد.

#### کردهای تهران
کردهای دماوند و خوار و ورامین: طایفه‌های کردبچه، جاوان ،(جابان)، باجمانلو، سربندان (ابرشیوه)، شادلو، سیلسپور، سیاه منصوری، زعفرانلو، و ایزانلو. و جمعیت بسیاری ار ایل ارکوازی
 (کلکو). (نافری). (نفری)
مردم چهار قصبه به نامهای، سربندان، جابان، سرخ ده و خسروان، از توابع شهرستان دماوند در شرق استان تهران به زبان کوردی کرمانجی تکلم می‌کنند. مردم این قصبه‌ها از کردان کرمانج هستند که در زمان قاجار از خراسان به این منطقه کوچ داده شدند.
ساکنین بومی برخی از محلات مرفه نشین شهر تهران مهاجرین کُرد و لر بوده‌است. به عنوان مثال ساکنین بومی محله کامرانیه مردمان کُرد بوده و ساکنین بومی محله قیطریه مهاجرین لر و کُرد کرمانشاهی (ایل کلهر) بوده‌است.
همچنین مردمان بومی شهرک‌های وحیدیه، ویره، سر‌آسیاب، قاسم‌آباد، شهریار، اندیشه، رباط کریم و مارلیک کردهای کرمانشاه و ایلام بوده‌ا‌ند.
بسیاری از بومیان دو شهرستان ورامین و پاکدشت افراد ایل‌های پازوکی و کردبچه بوده‌اند. ایل کرد پازوکی نام خود را به دهستان بهنام پازوکی جنوبی در شهرستان ورامین در این استان داده‌است. همچنین بومیان شهر رودهن افراد منسوب به ایل کردبچه بوده‌اند.
پازوکی‌ها در فیروزکوه در طرود و حصاربن و در شمیرانات در لواسانات بزرگ پراکنده بوده‌اند.

#### کردهای قزوین
طایفه یاری بیگی، مافی، کرمانی، ولی یاری و..
کردهای منطقه تاکستان قزوین و (زنجان): زعفرانلو، ارامانلو، کیوانلو، نفری، کلکو، قراچورلو، عمارلو، شادلو، برقی پور (شاملو)، باوه نور، و قیطول (ارکوازی).
ایل غیاثوند و طوایف زیر مجموعه آن نیز در قزوین ساکن هستند؛ که اصالتاً لک زبان هستند.
هانری فیلد در مردم شناسی ایران، می نویسد یک صد و پنجاه خانوار رشوند در الموت و چهارصد خانوار در رودبار است و یک شعبه هم در خراسان و شیروان.

#### کردهای استان البرز
در شهرستان کرج و استان البرز خاندان کوردعلی‌پور و برقی‌پور ریشه در مناطق کردنشین غرب ایران دارند.

## طوایف کرد در شرق ایران

### کردهای خراسان
در استان خراسان شمالی و قسمت‌هایی از خراسان رضوی نیز مناطقی وجود دارند که مردم در آن مناطق به زبان کردی صحبت می‌کنند که از این میان می‌توان به مناطق: نیشابور، قوچان، شیروان، بجنورد، اسفراین، درگز، چناران، فاروج و باجگیران اشاره نمود. کردهای خراسان بنا به روایت تاریخ در زمان شاه عباس از منطقه غرب دریاچه ارومیه به این نواحی برای محافظت از مرزهای ایران کوچ داده شدند و بنا به روایتی دیگر شاه عباس آنان را به خاطر تضعیف سرکشی خان‌های کرمانجی و استفاده از آنان در مقابله با حملات بی‌امان ازبکان به خراسان بزرگ کوچاند.
- ایل شادلو: ایل کرد شادلو یکی از ایلات بزرگ کرد است که همزمان با چمشگزک از جنوب قفقاز به آذربایجان و از آنجا به خاور ورامین و بعد به خراسان انتقال یافته‌است. مرکز اولیه آنها در قفقاز شهرهای دوین (شهر باستانی) و چخور سعد و بوجنگرد و گنجه ایروان و قره باغ بوده که امروزه شهرستان وسیع بجنورد خراسان است که حدود چهار صد و پنجاه روستا را در بر می‌گیرد. کسروی اشاره می‌کند که کردهای شادی تیره ای از ایل بزرگ کردان روادیان هستند. به گفته ابن اثیر در قرن‌های قبل از اسلام ایلی از کردان به نام روادی در ارمنستان در نزدیکی‌های دوین سکونت داشتند که یکی از بهترین تیره‌های کردان بودند. شدادیان نیز تیره‌ای از این ایل بودند به همین جهت آنها را روادی خوانده‌اند. به نوشته ابن خلکان کردان روادی در بیرون شهر دوین پایتخت کهنه ارمنستان سکونت داشتند شدادیان را هم باید گفت از آنجا برخاسته‌اند. در اطراف شهرکرد طوایفی از کرد شادلو که به کرد شولو (شولی) معروف هستند زندگی می‌کنند که گفته می‌شود در زمان صفویه به دیار چهارمحال آمده‌اند. در زمان صفویه ولایت چهارمحال مورد توجه خاص پادشاهان صفوی بود.

معروف‌ترین شهریاران خاندان شدّادی می‌توان به فضلون نخستین پسر محمد است اشاره کرد که چهل هشت سال حکومت راند جنگهای بسیار با ارمنیان و گرجیان داشت و به ارمنستان دست یافت و سیصد هزار درهم باج بر ارمنستان گذاشت. ایل شادی، ایوبی، روادی و شدادی همگی در اصل یکی بوده‌اند و به مرور زمان تیره تیره شده و هر تیره به نام یکی از بزرگان آن خاندان منسوب شده‌است. چنان‌که یک دسته از آنان که تحت فرمان شادی بن مروان (پدربزرگ صلاح الدین ایوبی) فرماندهان قلعه تکریت بودند و بعد به سوریه و مصر رفتند و سلسله ایوبیان را تشکیل دادند.
ایل شادلو ۳۳۰ سال بر شمال خراسان بزرگ حکومت کرد و در اوج قدرت مرزهای حکومت آنان از غرب شامل استرآباد از شرق شامل کلات و سرخس از شمال شامل دشت فیروزه (واقع در ترکمنستان امروزی) و از جنوب شامل شاهرود می‌شد. از معروف‌ترین شهریاران آنان می‌توان به شهید قلی خان که شاهرخ‌شاه نوه نادرشاه را بر تخت نشاند و سردار مفخم که ازبک‌ها و ترکمان‌های مهاجم را دفع کرد، اشاره کرد.
- طوایف زعفرانلو: ارامانلو، سعدانلو، کیوانلو، عمارلو، باوه نور در قوچان که همگی از ایل بزرگ حسنلو هستند، کاوانلو در رادکان، دوانلو در مزوج و بجنورد، ایل عمارلو و ایل مژدکانلو در نیشابور، ایزانلو و عمرانلو در شیروان، شیخ امیرانلو، سووانلو، پیچپرانلو، شاملو، بهادرانلو در قوچان، پالکانو در جیرستان، پهلوانلو در باجگیران و شیروان و اسفراین و بجنورد، ایل توپکانلو، تیتکانلو، حمزه لو، رشوانلو، رود کانلو، زیدانلو در فاروج، سیوکانلو در اوغار، کم کیلانلو در باجگیران، شوهان در کاشمر، سپرسپرانلو در جیرستان، شهرانلو، دولت خانی و شیخکانلو در اوغار در فاروج و چناران و قاسملو در اسفراین در درگز، طایفه‌های شیخوانلو، باچوانلو (باجمانلو)، قراچورلو، زیدانلو، مادانلو (مادها)، کیکانلو، پالکانلو، کیوانلو، تورانلو، دوله شانلو، ارتکانلو، بریوان لو، برانلو، صوفیانلو، بادلو، کپکانلو، گوشانلو، گیلانلو و…
- چمشگزک در خراسان
- کلات: اردلان، شارلو، گوشانلو، ترسانلو، بادللو و… ایل خزل و طوایف دیگری را می‌توان نام برد که در سراسر ایران پراکنده‌اند، که یادآوری آن‌ها نیز به تدریج صورت می‌گیرد.
- ایل توپکانلو
- ایل ارکوازی قسمتی طایفه میر ارکوازی در منطقه سبزوار و نیشابور در خراسان رضوی است.

توپکانلوها یکی از گروه‌های کُرد پراکنده در استان خراسان هستند که خود را (توپان) می‌نامند و توپان را واژه‌ای کردی به معنای انبوه جمعیت یا درخت می‌دانند. برخی این معنا را به سبب پرجمعیت بودن توپکانلوها در میان عشایر خراسان دانسته‌اند. این احتمال وجود دارد که چون این ایشان در صنعت سر رشته داشته‌اند توپچیِ توپ‌های جنگی بوده‌اند.
بنابر شواهد تاریخی خاستگاه اصلی توپکانلوها به احتمال قوی مناطق غرب ایران و کردستان بوده‌است. آن‌ها نیز مانند دیگر گروه‌های کرد خراسان به تدریج در دورهٔ حکومت شاه اسماعیل اول (۹۰۷–۹۳۰ق/۱۵۰۱–۱۵۲۴م)، شاه عباس اول صفوی (۹۹۶–۱۰۳۸ق/۱۵۸۸–۱۶۲۹م) و نادرشاه افشار (۱۱۴۸–۱۱۶۰ق/۱۷۳۵–۱۷۴۷م) برای مقابله با ترکمنها و ازبکها به سرحدات شمال شرق کشور کوچانده شدند. و در نواحی چکنه، مشهد، جوین، نیشابور، دشت تقی، درگز، قوچان، شیروان، سرخس، اسفراین و بینالود استان خراسان اسکان یافتند.
درگذشته شمار بسیاری از توپکانلوها کوچنده بودند و میان نواحی ییلاقی دامنهٔ کوه‌های شاه‌جهان و آلاداغ، حاشیهٔ رودخانهٔ اترک و نواحی اطراف مراوه تپه و نواحی قشلاقی اطراف سرخس، کشف‌رود و مزدوران کوچ می‌کردند. ایوانف که در اوایل سدهٔ ۲۰م در میان کردهای خراسان بوده‌است، از گستردگی کوچ توپکانلوها و اتحاد و همبستگی آن‌ها در کوچ اظهار تعجب می‌کند و می‌گوید: کوچ توپکانلوها که چند هفته در مسافتی طولانی طول می‌کشید، بیشتر بدون پیشامدهای ناگوار و دزدی خاتمه می‌یافت.
امروزه بیشتر توپکانلوها یکجانشین شده‌اند و در روستاها و شهرها اسکان یافته‌اند، اما شمار اندکی از آن‌ها هنوز میان دهستانهای شهرستان‌های اسفراین، بجنورد، برد اسکن، چناران، درگز، سبزوار، سرخس، شیروان، طبس و… استان خراسان ییلاق و قشلاق می‌کنند (سرشماری، جمعیت، ۵۴–۷۱).
زبان مادری توپکانلوها مانند گروه‌های دیگر کرد خراسان، کردی، و احتمالاً از دستهٔ گویشهای مُکری بوده‌است. درآمیختگی و همزیستی کردهای خراسان با همسایگان ترک و ترکمن در چند صد سال گذشته، سبب شده که بسیاری از عناصر فرهنگ کردی گروه‌های قومی کُرد، از جمله زبان، جایش را به زبان و فرهنگ ترک و ترکمن بدهد؛ از این‌رو ایوانف شناسایی هویت کردهای خراسان را مشکل دانسته‌است و آن‌ها را ترک‌زبانان یا ترکمن‌شده‌هایی می‌داند که رفته رفته هویت کردی را از دست می‌دهند.
- ایل پهلوانلو

طبق اسناد و مدارک موجود و شجره‌نامهٔ ایلات کرد خراسان که در جلد اول حرکت تاریخی کرد به خراسان نوشتهٔ کلیم‌الله توحدی چاپ شده‌است، طایفهٔ پهلوانلو یکی از طوایف ایل بزرگ زعفرانلوی ساکن خراسان است. طایفهٔ پهلوانلو به زبان کردی و گویش کرمانجی تکلم می‌کنند. به گفتهٔ دکتر فاروق صفی‌زاده کرمانج‌ها بازماندگان ماناها و گوتی‌ها هستند. کردهای زعفرانلو با استناد به عالم آرای عباسی و حرکت تاریخی کرد به خراسان از نسل جنگجویان کردی هستند که پس از تصرف کردستان توسط امپراتوری عثمانی در دوران صفویه از مناطق دیاربکر و درسیم به ایران آمدند.
شاه عباس از روی فلسفهٔ ابن عمید که می‌گفت کردها را باید سپر بلا کرد، خان‌های کرمانج را راضی کرد تا به دشت تهران و ورامین بیایند. کرمانج‌ها هم بواسطهٔ گله‌های زیادی که داشتند و تعاریفی که از شاه راجب سرسبزی دشت تهران شنیده بودند، قبول کردند تا به تهران بیایند. بعداز دوسال اسکان در تهران و خار و ورامین، کردها به میل خود و برای حفظ مرزهای شمال شرقی از حملات ازبکان به خراسان آمدند. کردهای پهلوانلو در منطقهٔ دوربادام و اوغاز اسکان یافتند و طبق سندی که در جلداول حرکت تاریخی کرد به خراسان چاپ شده‌است پهلوانلوها در ۲۰شوال ۱۳۱۸قمری با فروختن مسکن ییلاق خود به ایل سیوکانلو در اوغاز، به کوه‌های حایل بین شهرستان شیروان و اسفراین مهاجرت کردند. اکنون پهلوانلوهای شیروان در حصار پهلوانلو یا حصارگلیان شیروان اند. پهلوانلوهای اسفراین به صورت پراکنده در زاری اسفراین، درازپی اسفراین، حسین‌آباد خانکور اسفراین و سرخ قلعه اسفراین، ساکن اند. جمعیت زیادی از پهلوانلوها در کلاته پهلوانلوکه در دهستان بدرانلوی بجنورد است ساکن اند.
```
 البته که بسیاری از پهلوانلوها در شهر بجنورد، اسفراین، شیروان، قوچان، مشهد و تهران ساکن اند. طبق سندی که در جلد یک کتاب حرکت تاریخی کرد به خراسان تصویر آن چاپ شده و در تاریخ ۲۰ شوال‌المکرم ۱۳۱۸ هجری قمری نوشته شده‌است طایفهٔ پهلوانلو مسکن ییلاق خود که شامل کوهستان کلم بوده‌است را به مبلغ ۶۰ تومان وجه رایج مملکت به ایل سیوکانلوی اوغاز فروخته‌اند، در حاشیهٔ سند هفت مُهر وجود دارد که شش‌تای آن که خواناست.
 (۱-عبده نوروزعلی، ۲-یاعلی، ۳-الراجی حسن، ۴-عبده قرچغه، ۵-محمد زمان بن فرض علی، ۶-............... ، ۷- محمدولی)
```

در استان خراسان شمالی، در بین پنج گروه اتنیکی عمده استان (کُرد، فارس، ترک، ترکمن و تات)، کُردها اکثریت نسبی‌ جمعیت این استان را تشکیل می‌دهند.
در استان خراسان جنوبی و شهرستان طبس نیز طوایف کُرد منسوب به ایل زعفرانلو زندگی می‌کنند.

#### آخرین کُردهای کوچانیده شده به خراسان
یکی‌ از آخرین گروه‌های کُرد کوچانیده شده به خراسان، جمعی از کُردهای زنگنه و قرابیات بودند. نادرشاه بعد از اینکه در سال ۱۱۴۷ق / ۱۷۳۴ در منطقه‌ی ذهاب کرمانشاه، احمد پاشاه را شکست داد، عده‌ای از طوایف لر و کُرد همدان و کرمانشاه را از قبیل قرابیات و زنگنه را که جزو سپاهیان وی بودند به اسارت درآورد و سپس فرمان داد تا قرابیات و زنگنه را به خراسان انتقال دهند. قرابیات‌ها را در نیشابور و زنگنه‌ها در مناطقی مانند تربت حیدریه، کاشمر، خواف و نوخندان درگز اسکان داده شدند.
کردهای کوچانیده شده به خراسان علاوه بر تاثیرات سیاسی، در ابعاد اقتصادی، اجتماعی و فرهنگی‌ نیز اثر‌گذار بوده و تا زمان حاضر ضمن تاثیر گرفتن از فرهنگ غنی خراسان به گونه‌ی چشم‌گیری بر غنای فرهنگی‌ و تمدنی خراسان  افزوده‌ا‌ند.

### کردهای سیستان و بلوچستان
- طایفه‌های سهراب زایی، مصطفی زایی، میرابلوچ زایی، گدازایی، شه کرم زایی، الله رسان زایی، جمال زایی، کمال خانی زایی، علم خان زایی، درزاده، غلام رسان زایی، شهدادزایی، سید خان زایی، سالار زایی، علما خان زایی، میریحیا زایی، مرادزایی، گل محمود زایی، ناگزی زایی شهمراد زایی، گنگدازایی، بولگاک زایی، متیم زایی، عجب زایی، کرم زایی، ناروزایی.[۶][۵۸]

بزرگزاده‌ها از نژاد کُردند. طایفه سیاه‌منصور (بیجارزهی) در بلوچستان ریشه در مناطق غرب ایران کردستان (شهرستان بیجار) دارد. در زابل (سیستان) و بخشهایی از بلوچستان طایفه‌ای به نام کورد وجود دارد که قدمت هزاران ساله در این منطقه دارند.

## طوایف کرد در غرب ایران

### کردهای آذربایجان شرقی
قراجه‌داغ (امروزه ارسباران) مسکن شش ایل کُردتبار اهل حق و نیز شیعه است؛ که، امروزه زبان ترکی آذربایجانی در میان ایشان رایج شده‌است:
- چلبیانلو
- محمدخانلو
- حسین‌اوغلو
- حاجی‌علیلو
- حسن‌بیگلو
- قراچورلو

افراد این ایل‌ها در تمامی شهرهای استان به ویژه شهرهای سراب، میانه، اهر، کلیبر، بناب، ملکان، مراغه، هشترود، تبریز و بستان‌آباد پراکنده هستند.
ایل‌ موصلانلو در شهرستان چاراویماق کُردزبان هستند. هم چون این، در ناحیه بزرگی در شمال‌غربی و شمال‌شرقی میانه، شکاک‌های ترک‌زبان حضور دارند.
اهالی شهر سراب متعلق به ایل کُرد "شقاقی" بوده و شهر بستان‌آباد، با اسکان ایلات و طوایف کُرد حاجی‌علیلو (قره داغی) و میزالو (شقاقی سراب) دراین محل، بناشده‌است.

### کردهای آذربایجان غربی
- کردهای منطقه بوکان: دهبکری، مکری، فیض الله بیگی، گورک، سلیمانی
- کردهای منطقه مهاباد و مياندوآب: ایل‌ها و طایفه‌های دهبکری، منگور، مکری، گورک، عثمان بیگی
- کردهای منطقه سردشت: ایل‌ها و طایفه‌های[۶۳] باسک کوله، ایل گورک، ایل کیومرثی، بریاجی، مکری و همه وند
- کردهای منطقه اشنویه: ایل و طایفه‌های هرکی، زرزا
- کردهای منطقه پیرانشهر و نقده: ایل‌های پیران و مامش. طایفه‌های میش‌دار، پور‌لاهیجی، پیش‌دار، صالح راد، لاهیجانی و مهرفام
- کردهای منطقه تکاب و شاهین دژ: اندکی از ایل خزل، ایل چهاردولی، موصلانی، زعفرانلو و گروس[۵۸]
- کردهای منطقه سلماس: شکاک
- کردهای منطقه ماکو ،شوط ،پلدشت ،چایپاره ،چالدران و خوی: ایل جلالی، بیگ زاده ،ایل پنیانشین، ایل شکاک، ایل میلان و هرکی[۶۴]
- کردهای منطقه ارومیه: شکاک، هرکی و بیگ‌زاده

### کردهای همدان
- ایل چهاردولی: چهاردولی‌ها در شهرستان اسدآباد در غرب استان همدان ساکن هستند. چهاردولی اسدآباد یکی از دهستانهای چهارگانه شهرستان اسدآباد است. این دهستان در شمال بخش واقع شده و از شمال به دهستان چهاردولی بخش قروه، از جنوب به دهستان جلگه افشار، از خاوربه کوه آلماقولاغ و از جانب باختر به دهستان کلیائی اسدآباد محدود است. قسمت مرکزی شمال دهستان دشت، و جنوب باختر و خاور آن کوهستانی است. سردسیر است. زمستانهای آن طولانی و تابستان‌های آن معتدل است. قریه‌های کوهستانی از چشمه‌ها و قریه هائی که در دشت واقع اند ازرودخانهٔ شهاب آبیاری می‌شوند. محصول عمدهٔ دهستان: غلات، حبوبات، پیاز، توتون و لبنیات است. این دهستان از ۲۷ آبادی بزرگ و کوچک تشکیل شده و جمعیت آن در حدود ۸ هزار نفر است؛ و قراء مهم آن: کمک علیا، کمک سفلا، قمشانه، حسن‌آباد امام، پیرملو، ایوراع، قره بلاغ و آهوتپه می‌باشد. (از فرهنگ جغرافیایی ایران ج ۵).[۸][۵۸]
- بهتویی (بتوئی)
- ایل جمور
- خزل (خزائی)

ترکیب جمعیتی شهرستان اسدآباد در این استان شامل طوایف فارس، کُرد، لر و ترک می‌باشد.

### کردهای استان مرکزی
در استان مرکزی ایل کلهر زندگی می‌کند که ریشه در ایل کلهر استان کرمانشاه دارد. ایل کلهر در حوالی شهرستان ساوه و در بین رودخانه قره چای و شهرستان همدان سکنا دارد.

### کردهای کردستان
مهم‌ترین ایلات کرد در این منطقه عبارتند از:
سرشیو (در مرز عراق، در جنوب بانه)، تیله کویی ("ترک‌های کُردشده" در سراسر سنته و زاگا)، اردلان (در سنه سنندج این طایفه بنیانگذار سنندج بوده و بیش از هفتصد سال برمناطق کردنشین از همدان تا موصل حکومت می‌کردند، جاف (جنوب غربی سنه سنندج)، هلیلان (جنوب شرقی کرمانشاه).
- طوایف کردهای بانه: طایفه‌های شهیدی، بهرام بیگی، احمدی، توکلی، لطف‌الله بیگی و همه وند
- طوایف کردهای منطقه سقز: فیض الله بیگی، گورک، تیله کوهی، جاف، کلالی، طباطبایی
- طوایف کردهای منطقه سنندج: طایفه‌های اردلان سنندجی: حبیبی، کلماسی، کلکو، فهیمی، آصف، اردلان، شاه ویسی، بابان، وکیل، صادق وزیری، مسعود وزیری، معتمد وزیری، آصف وزیری، مردوخی و…
- طوایف کردهای منطقه بیجار گروس: طایفه گروس،[۶۹][۷۰][۷۱] طایفه خواجه‌وند،[۷۲] طایفه سیاه‌منصور،[۷۳] طایفه کبودوند گروسی و…
- طوایف کردهای منطقه کامیاران: طایفه‌های کمانگر، لطف‌الله بیگی، شهیدی، کشککی، احمدی و سلیمانی که طبق عهدنامه ارزنة الروم از سلیمانیه به این منطقه کوچ کردند.
- طوایف کردهای منطقه قروه: چهاردولی

### کردهای کرمانشاه
گوران، نانکولی، شرفبیانی، کرندی و ایل جمور که از طوایف چادرنشین کرد استانهای کرمانشاه - همدان می‌باشند.
- ایل‌ها و طایفه‌های: قلخانی، قبادی، چوپان، کاوه، باباخانی، ولدبیگی، مصطفی سلطانی، کانی سانی.
- کردهای منطقه پاوه: طایفه امامی در بانه‌وره، طایفه ایناخی در سریاس، کلاشی، میرعبدلی، رماسی در شمشیر تاوگوزی (جوانرود)، ولدبیگی، رستم بیگی، باباخانی و…
- ایل‌های کلهر، سنجابی، زنگنه، کلیایی، جاف، ایل خزل، باجلان در شرق و غرب و ایل سومار و ارکوازی در استان کرمانشاه و خاندان بابان با نام فامیلی سلیمانی و پاشایی که طبق عهدنامه ارزنة الروم از سلیمانیه به نواحی شمالی کرمانشاه کوچ کردند و…[۸]

### کردهای ایلام
ایل ملکشاهی، ایل شوهان، ایل خزل، ایل ارکوازی، ایل بولی، ایل میه خاس (میش خاص)، ایل بیری (بدره ای)، ایل دیوالای (دهبالایی)، ایل پنجستون، ایل عالی‌بیگی (آلی‌وه‌ی)، ایل ریزه‌وند (معروف به ایل چهاردولی)،
ایل زرگوش، ایل کلهر، کولیوند (لک)،
در منطقه زرین آباد (پهله و میمه pahleh) در مرکز استان ایلام ایلی معروف به ایل کردلی یا ایل کرد وجود دارد که شامل طوایف متنوعی است که در گستره بزرگی پراکنده هستند.

## طوایف کرد در مرکز ایران

### کردهای اصفهان
ایل کُرد گلباغی در شهرهای اصفهان، گلپایگان، کاشان و همچنین نایین زندگی می‌کنند. آنها منسوب به استان کُردستان هستند و در زمان پهلوی اول به استان اصفهان کوچانده شدند.
در استان اصفهان طایفه عقیلی ریشه در کردستان دارد. طایفه خواجه‌وند از شهرستان بیجار به گلپایگان مهاجرت کرده‌اند. علاوه بر این گروه پرشماری از کردهای زنگنه، کوردزنگنه در سراسر استان اصفهان منتشرند. کردهای دنبلی و خاندان کُرد ضرابی از قدیم در کاشان ساکن بوده‌اند.

### کردهای یزد
در زمان پهلوی اول گروهی پرشمار از کُردهای ایل گلباغی از شمال استان کُردستان به شهر یزد کوچانده شدند که امروزه بیشتر از عناصر استحاله‌یافته در جمعیت این شهر به‌شمار می‌آیند.
مردمان شهر مهردشت یزد از کردهای منطقه پیرانشهر و مهاباد بوده و از ایل منگور هستند که به این منطقه تبعید شدند.
در شهر یزد و سایر شهرهای استان یزد تیره‌هایی از کردهای زنگنه و کوردزنگنه زندگی می‌کنند که در اصل از کردهای باغملک و رامهرمز هستند، به این منطقه کوچ کرده‌اند.

## طوایف کرد در جنوب ایران

### کردهای فارس
مهم‌ترین طوایف کرد فارس کردشولی هستند. کردشولی‌ها که پیش از در قرن نوزده میلادی وارد فارس شوند زمانی را در میان ممسنی‌ها یا بختیاری‌ها گذرانده‌ بودند جذب اتحادیه ایلی قشقایی شدند اما پیش از جنگ جهانی اول دوباره استقلال خود را بازیافتند. در ایل عناصر ترکی نیز یافت می‌شود به‌طور خاص تیره خلجی. عمده زنگنه‌ها ساکن کرمانشاه هستند اما تیره‌هایی از ایشان وارد بختیاری کهگیلویه و فارس (شهرستان لامرد) شده‌اند. تیره دیگری که کرد نیستند بلکه ترک هستنداز نوع فسایی طایفه آینالو از ایل خمسه نام دارند و بعدتر در بخش ششده و قره‌بلاغ نزدیک فسا ساکن شدند. دیگر کردهای فارس عبارتند از تیره‌های ایل نفر و کلکویی و اوریاد طایفه عمله قشقایی، طایفه دره‌شوری قشقایی و کردلو از طایفه قراچاهیلوی قشقایی. تمامی این طوایف بازمانده طوایفی هستند که همراه کریم‌خان زند به فارس آمده‌اند.
در تاریخ نام بیشتری از آن‌ها بوده و امروزه تنها در برخی روستاهای توابع کازرون مانند عبدو و کرون باقی‌مانده‌اند. زبانشان حالتی میان فارسی و کردی دارد اما ویژگی‌های زبان کردی و اصطلاحات کردی در میانشان رایج است. برخی از طوایف کوهمره سرخی نیز کرد تبار می‌باشند که زبانشان ویژگی‌های زبان کردی را دارا است.
در حال حاضر در استان فارس، گروهی از کردها زندگی می‌کنند که خود را کرونی می‌نامند این گروه در حدود ۱۰۰۰ خانوار هستند که در روستاهای شیراز و کازرون و سپیدان زندگی می‌کنند. سه روستا صد در صد کرد و ۱۱ روستای مشترک با فارسها. اینها به زبان کردی کرمانشاهی صحبت می‌کنند. ۱۷ خانوار از کردهای شیراز هنوز کوچ روی می‌کنند. در لارستان فارس ۱۰ هزار نفر کرد هستند که پیرو مذهب اهل سنت شافعی بوده‌اند.
گروهی دیگر از کردهای فارس، طوایف شبانکاره هستند.

### کردهای بوشهر
در دوره صفویه عده‌ای از ایل زنگنه از کرمانشاه به روستاهای بین اهرم و برازجان (آباد، سمل، گلنگون، گندمریز، ابولفیروز و ننیزک) نقل مکان کردند و حکومت محلی در این قسمت تشکیل دادند که از آن زمان تا اوایل قاجار به این قسمت از استان بوشهر بلوک زنگنه می‌گفتند. بیشتر جمعیت دو شهر بیضا و اردکان (شهرستان سپیدان) و بخشی بزرگ از مردم شهرستانهای کازرون، برازجان، خورموج و شهر اهرم نیز متعلق به ایل کرد زنگنه می‌‌باشند. در حال حاضر، بیشتر افراد ایل زنگنه در استان بوشهر دارای نام خانوادگی "کُردوانی" می‌‌باشند.

### کردهای هرمزگان
کُردها و لرها اقوام مهاجر سنتی در شهر بندر عباس می‌‌باشند که به طور عمده در مشاغل پیمانکاری در اسکله‌ها و بنادر و شرکت‌های خصوصی مشغول به فعالیت تجاری هستند. 
کُردهای مقیم شهر بندر عباس در ابتدای مهـاجرت خـود، عمـدتا مهـاجرت از نـوع انفرادی را انتخاب کرده اند، اما با گذشت زمان و احساس امنیت شغلی و تأمین مسـکن و معیشت، خانواده های خود را نیز به شـهر بنـدر عباس انتقـال داده انـد.

### کردهای کرمان
طایفه جلیلوند در اصل از کردهای کرمانشاه بوده‌اند که به شهر کرمان نیز کوچ کرده‌اند.
- طایفه‌های بامری در جبال بارز، و افشار قاسملو (قاسم اولادی).

طایفه خواجه‌وند در ملک‌آباد سیرجان زندگی‌ می کنند، این طایفه با سایر ایلهای ترک و عرب در مناطق شرقی‌ و جنوب غربی سیرجان و چارگنبد سکونت دارند.
ردپای کردهای کرمان تا کهنوج و بم هم دنبال شده‌است. مهنی‌ها در سیرجان و رفسنجان هستند؛ در دامنه کوه‌های بارز.